# Dictyna miniata
Dictyna miniata là một loài nhện trong họ Dictynidae.
Loài này thuộc chi Dictyna. Dictyna miniata được Richard C. Banks miêu tả năm 1898.